# 聖斐德理
圣斐德理玛琳根(德語：Fidelis von Sigmaringen，1577年 - 1622年4月24日)，是一位方济嘉布遣会的修士，是反宗教改革中的重要人物。于1622年，被他的反对者暗杀于瑞士城镇格吕施。圣斐德理于1746年列圣品。

## 早年生活
圣斐德理于1577年生于西格马林根城，原名马尔谷·罗伊（英語：Mark Roy）。自小聪敏好学，在弗赖堡大学攻读法律，准备从事律师业务。那时，他已开始度克苦的生活，贴身穿苦衣，戒饮酒类。从1604年起，若干贵家子弟拜他为师，请他辅导道德修养。在斐德理门下受业的少年都受他的言行熏陶，养成修德立功，恤孤济贫的美德。
斐德理考取法学博士学位，进行律师业务，保障人权，平反冤狱。因此得了“贫民法律顾问”（poor man's lawyer）的雅号。
过了一段时期，为了彻底献身事主，斐德理放弃了律师职业，进入了加布森会修道。

## 加布森会士
斐德理将自己的原有财产分为两份，一份施舍给穷人，一份托付主教捐献给各地修院。
斐德理修完了神学课程，晋铎奉派讲道听告解。他本擅长辞令，便致力鼓励信友度圣化的生活，并劝化异教徒重返基督的羊栈。瘟疫期内，斐德理也奋不顾身，全力照顾病人。

## 往格利森传教
会方应库尔主教的请求，派斐德理与其他会士八人往格利森传教。该地长久为新教徒盘踞，新教的势力根深蒂固，斐德理的任务是十分艰巨的。但是斐德理为了宣扬真理，慨然接受，个人生命早已置之度外。
斐德理等一行八人到了格利森，积极展开劝化新教徒（加尔文教徒）的工作，成绩奇佳。新教徒皈依天主教者不计其数。但也有顽固的新教徒恨他如眼中钉，挑动农民反对他，诬告他是奥国皇帝的间谍。斐德理自知危机日迫，一连数夜在圣体和苦像前作长祷，准备善终。
有一天，他在费格讲道，向信友们说他的死期已至，他写给朋友的最后一封信署名是“离死不远的斐德理”。

## 逝世
1622年4月24日，斐德理在教堂里讲道完毕，他举目向天默祷片刻。有一名加尔文教徒对他开枪射击，墙壁为枪弹击穿，斐德理却安然无恙。此时教堂内秩序大乱，有人劝他躲避。他说：“人的生死在天主手中。”他取道回格利森，途中遭遇二十名加尔文教徒士兵与一名牧师，他们拔出武器威胁其背教。斐德理说道：“我到这里来，是为了劝你们回归真理，不是为了接受你们的谬论。”暴徒们刀剑齐下，斐德理倒在地上；临死前，呼求上主宽恕凶手。
据说当时有一名天主教徒妇女藏在附近目睹了此事，收殓了遗体。事后，参与谋杀的那名加尔文教牧师改信天主教。

## 列圣品
斐德理于1746年由教宗本笃十四世列入圣品。